# Opera federativa trasporto ammalati a Lourdes
L'Opera federativa trasporto ammalati a Lourdes (OFTAL) è un'associazione ecclesiale il cui fine è l'assistenza e l'accompagnamento di malati, disabili e pellegrini a Lourdes e presso gli altri luoghi di devozione mariana e in Terrasanta, sempre comunque dei pellegrinaggi.

## Storia
Nel maggio 1912 partiva da Vercelli alla volta di Lourdes un primo ed unico ammalatoː Mons. Alessandro Rastelli.
L'anno seguente un treno intero di pellegrini vercellesi con trenta ammalati poveri, quasi metà di quanti ne dava allora tutta l'Italia, muoveva verso Lourdes. Un altro convoglio speciale con 50 ammalati era pronto nel 1914, quando scoppiò la Prima Guerra Mondiale, che sospese per sei anni ogni pellegrinaggio oltre frontiera.
La ripresa nel 1920 fu piuttosto difficoltosa. Nacquero tuttavia in quei primi anni, qua e là in Italia, altre sezioni regionali per il trasporto ammalati a Lourdes. L'Associazione vercellese prese la denominazione di "Piemonte", perché in meno di un quinquennio si estese a tutte le diciotto diocesi del Piemonte e nel 1932 nacque l"Opera Piemontese Trasporto Ammalati a Lourdes" (OPTAL).
L'OFTAL nacque per iniziativa di monsignor Alessandro Rastelli nell'anno 1932. Altro fondatore fu Giannino Ferrario, il quale investì per tale causa gran parte del suo lauto patrimonio. Il primo mezzo di trasporto utilizzato fu il treno cui si aggiunsero, progressivamente, gli autobus, oggi anche predisposti al trasporto dei malati e l'aereo (di cui però i malati non si servono). In seguito vennero organizzati vari altri pellegrinaggi, in particolare si ricorda quello del 1933 (anno della canonizzazione di Bernadette Soubirous). La principale fase di espansione dell'associazione avvenne nel 1935. Monsignor Rastelli morì nel 1960, mentre si svolgeva quello che ormai era il 116° pellegrinaggio. Alla presidenza gli sono succeduti monsignor Giuseppe Ferraris, monsignor Francesco Degrandi e, in ultimo, monsignor Gianpaolo Angelino, attuale presidente.
La sede nazionale è a Trino; vi sono federate la quasi totalità delle diocesi del Nord-Ovest d'Italia, includendo Brescia e tutta la Sardegna.

## I pellegrinaggi
I viaggi sono rivolti in maniera particolare agli ammalati di qualsiasi tipologia, assistiti per tutta la durata del pellegrinaggio. Ma il campo d'azione è esteso anche a pellegrini sani.
I pellegrinaggi vengono effettuati annualmente dalle singole sezioni diocesane nei seguenti santuari:
1. Santuario di Nostra Signora di Lourdes
2. Santuario di Fátima
3. Santuario della Vergine dei Poveri di Banneux
4. Santuario di Oropa
5. Santuario della Santa Casa di Loreto
6. Terra Santa

### A Lourdes
Per il pellegrinaggio a Lourdes, nei luoghi legati al culto di Nostra Signora di Lourdes, i programmi di viaggio generalmente comprendono varie funzioni nei luoghi più significativi della zona (la grotta di Massabielle, le tre chiese costruite su di essa, la basilica Pio X, Cité St. Pierre), assieme a escursioni e visite nei luoghi della vita di Santa Bernadette. Nel 2008, per esempio, in occasione del 150º anniversario delle apparizioni mariane, per alcuni pellegrinaggi è stato organizzato di seguire il cammino giubilare, una via che tocca i quattro monumenti centrali nella vita della santa: il fonte battesimale, il Cachot ("la cella" la residenza di Bernadette e della sua famiglia nel periodo delle apparizioni), il convento delle suore di Nevers dove decise di diventare monaca e la porta di San Michel, ingresso principale al santuario di Nostra Signora di Lourdes.

## Personale
Il personale OFTAL è costituito da uomini e donne che, a partire dai diciotto anni, vengono denominati dame e barellieri. Tutti i giovani al di sotto di questa fascia d'età che desiderano compiere il pellegrinaggio tramite l'associazione entrano a far parte della cosiddetta Green Car.
La livrea della divisa del personale richiama quella di Maria, quindi presenta i colori bianco e blu: per le dame è previsto un camice bianco con velo blu, per i barellieri un jeans o pantalone blu, camicia bianca, cravatta OFTAL e giacca blu.